# نقطة الملك إدوارد

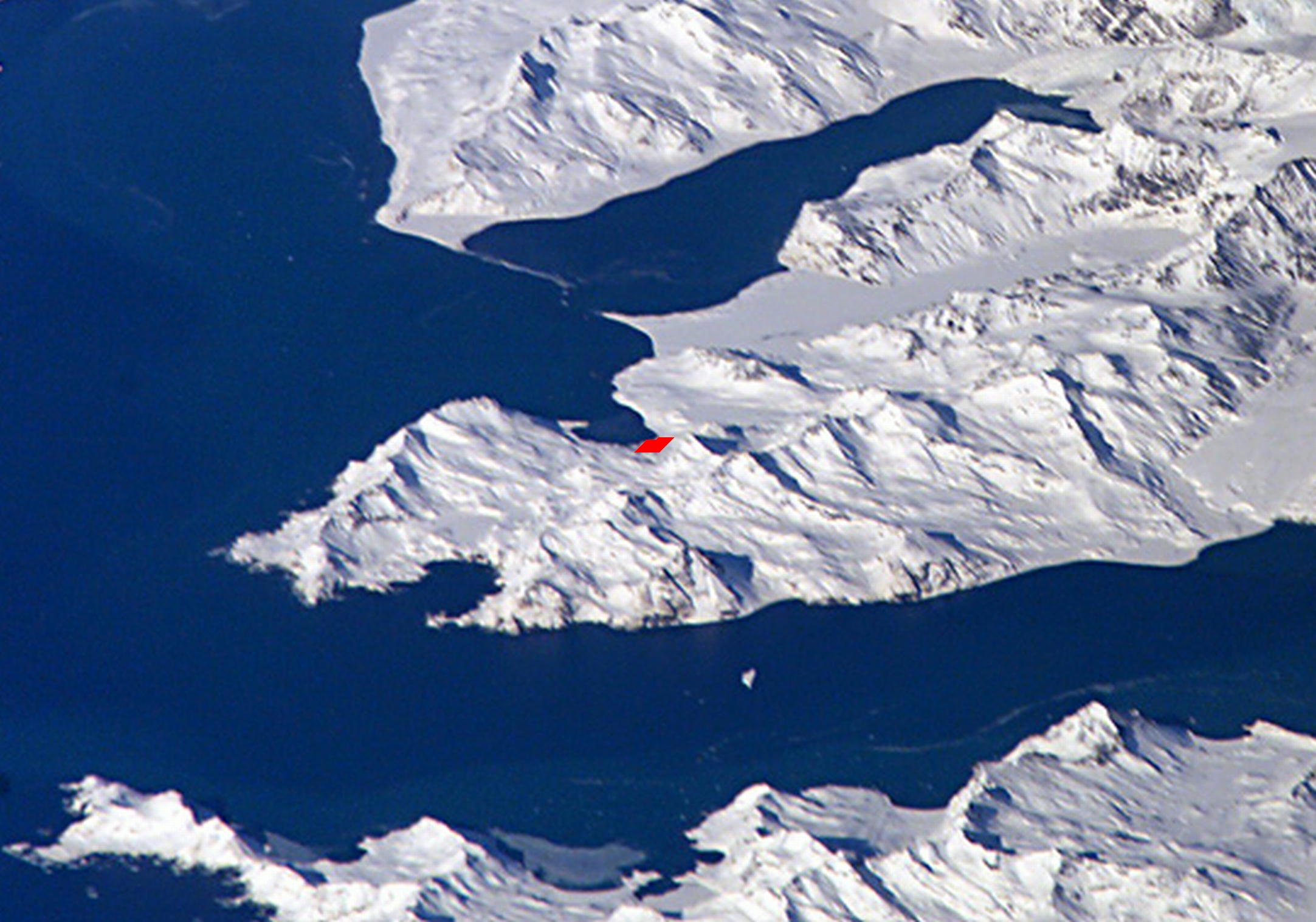
شبه جزيرة ثاتشر ونقطة الملك إدوارد وغريتفيكن

نقطة الملك إدوارد (بالإنجليزية: King Edward Point المعروفة أختصارا باسم KEP)‏ هي عاصمة جورجيا الجنوبية وجزر ساندويتش الجنوبية مع مرافق الميناء (رصيف) على الساحل الشمالي الشرقي من جزيرة جورجيا الجنوبية. تقع في 54°17′S 36°30′W / 54.283°S 36.500°W في خليج كمبرلاند الشرقي. أحيانا يشار لها خطأ بغريتفيكن، وهو موقع قريب مهجور كان يستخدم كمحطة صيد للحيتان، في خور الملك إدوارد.

## التاريخ
تم استكشاف المنطقة من قبل البعثة لسويدية للقطب الجنوبي من 1901-1904 تحت قيادة أوتو نوردنسكيولد. تمت تسميتها عام 1906 على اسم الملك إدوارد السابع ملك المملكة المتحدة.
منذ عام 1909، استخدمت نقطة الملك إدوارد كمكان إقامة القاضي البريطاني الذي يدير الجزيرة.
في عام 1925، أنشأت حكومة المملكة المتحدة مختبرا بحريا هناك كجزء من بعثات «ديسكوفري» الاستكشافية. في 1 يناير 1950، انتقلت ملكية المحطة إلى مقاطعات جزر فوكلاند. كانت المحطة مأهولة من 1 يناير عام 1952 إلى 13 نوفمبر 1969.
شكل فريق مسح القطب الجنوبي البريطاني الوجود البريطاني في المحطة حتى عام 1982.
في بداية حرب الفوكلاند في 3 أبريل 1982، احتلت القوات الأرجنتينية جورجيا الجنوبية وأغلقت المحطة. لكن سرعان ما تم طردها في عملية باراكيه، وسيطرت القوات البريطانية النقطة مجددا.
تم ابتعاث سلسلة من ضباط البحرية المدنيين للقيام بمهمات الجمارك والمسامك نيابة عن حكومة جنوب جورجيا ابتداء من عام 1991 حيث اسكنوا مع الحامية العسكرية الصغيرة.
في 22 مارس 2001، أعاد مسح القطب الجنوبي البريطاني فتح المحطة نيابة عن حكومة جورجيا الجنوبية وجزر ساندويتش الجنوبية (GSGSSI). تم هدم معظم الأبنية القديمة المتهالكة وبنيت جديدة مكانها، باستثناء بيت «ديسكفري» (المبني عام 1925) والسجن (1912).

## الوضع الحالي

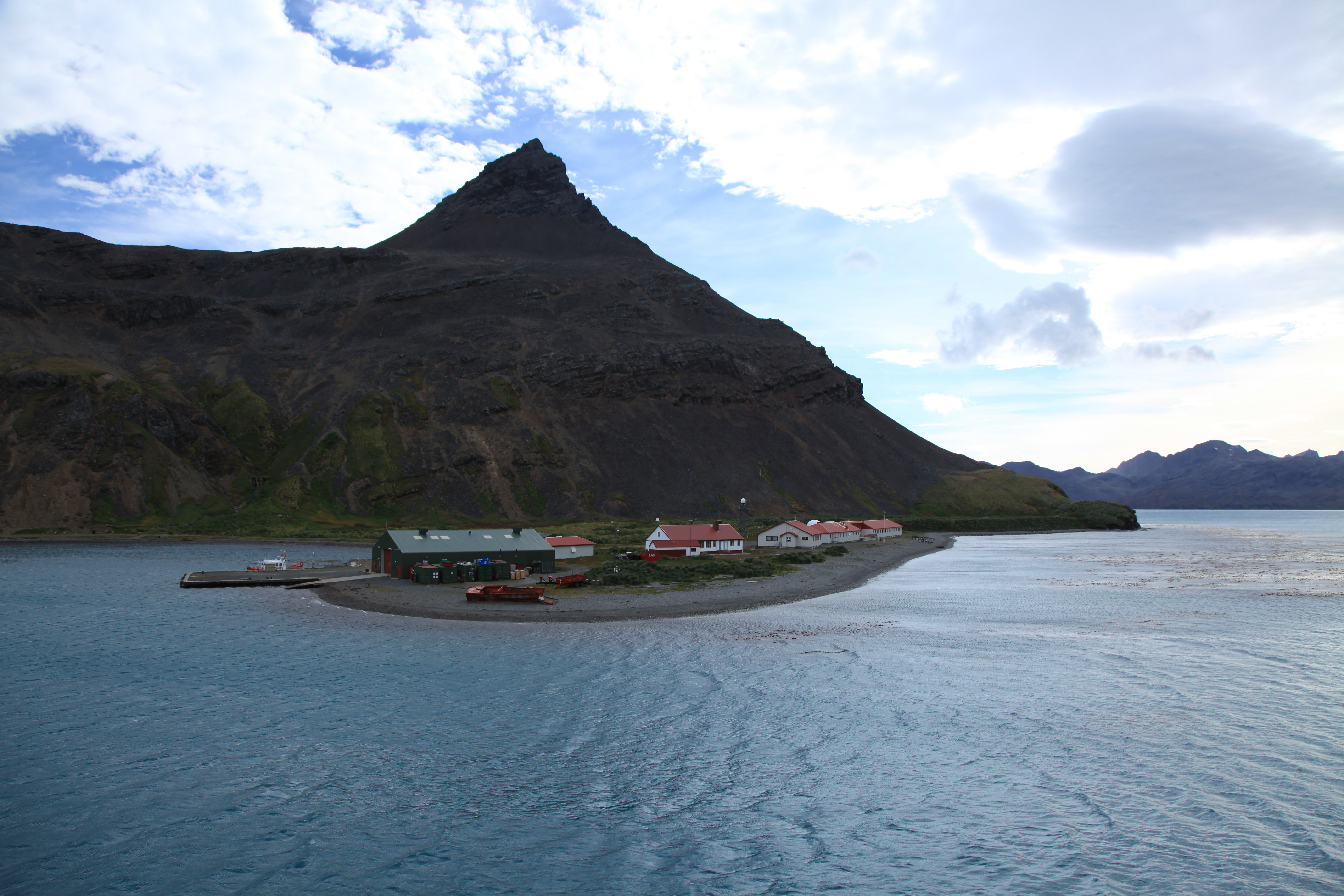
نقطة الملك إدوارد في عام 2011

حاليا يسكن تسعة أفراد من مسح القطب الجنوبي البريطاني في المحطة في الشتاء ونحو 18 في الصيف. يتناوب اثنان من المسؤولين الحكوميين مع عائلتيهما في نقطة الملك إدوارد، ويتواجدان سوية لمدة حوالي ثلاثة أشهر في موسم الصيد الشتوي. في الصيف، يقيم موظفون من المتحف في غريتفيكن في النقطة.
يلعب استمرار استخدام المحطة غرضا سياسيا كذلك، فهو يساعد على الحفاظ على السيادة البريطانية مقابل مطالبة الأرجنتين بملكية الأراضي.
الأنشطة الرئيسية في المحطة هي بحوث تطبيقية للمصايد نيابة عن حكومة جورجيا الجنوبية و جزر ساندويتش الجنوبية لمساعدة سياساتها من أجل إدارة مستدامة لمصايد الأسماك التجارية، ولتقديم الدعم اللوجستي للمسؤولين الحكوميين.

## وصلات خارجية
- نقطة للملك إدوارد نقطة
- محطة بحوث مسح القطب الجنوبي البريطاني، نقطة الملك إدوارد، جورجيا الجنوبية

إحداثيات: 54°17 36°30'W / 54.283°S 36.500°W